# Acanthochitona thackwayi
Acanthochitona thackwayi är en blötdjursart som beskrevs av Edwin Ashby 1924. Acanthochitona thackwayi ingår i släktet Acanthochitona och familjen Acanthochitonidae.
Artens utbredningsområde är New South Wales. Inga underarter finns listade i Catalogue of Life.